# Ralph S. Larsen
Ralph Stanley Larsen (18. listopadu 1938 Brooklyn, New York – 9. března 2016 Naples, Florida) byl americký manažer, dlouholetý výkonný ředitel společnosti Johnson & Johnson.

## Život
Po absolvování vojenské služby u námořnictva vystudoval obchod na Hofstrově univerzitě a nastoupil do společnosti Johnson & Johnson. Postupně se vypracoval do manažerských pozic, uznání si získal správnými rozhodnutími v divizích firmy v Kalifornii a v Chicagu.
V roce 1979 se podílel na marketingovém a obchodním úspěchu léku proti bolesti Tylenol, jehož prodej se během deseti let zesedminásobil.
V letech 1981 až 1986 působil mimo Johnson & Johnson na nižším ředitelském postu ve společnosti Becton Dickinson.
V roce 1989 se stal po Jamesi E. Burkeovi předsedou správní rady Johnson & Johnson a výkonným ředitelem a pokračoval v Burkem nastaveném trendu masivního rozvoje firmy. V té době mj. došlo k akvizici společnosti Neutrogena a expanzi do východní Evropy, ale také k problémům s chybou softwaru přístroje na diagnostiku cukrovky, kvůli které společnost musela v roce 2000 zaplatit pokutu 60 milionů dolarů (téměř dvě miliardy korun). Funkci opustil až v roce 2002, kdy odešel na odpočinek.
Působil také ve správních radách dalších velkých společností, jako Xerox, AT&T a General Electric.
Zemřel v roce 2016 na zástavu srdce.

### Osobní život
V roce 1961 se oženil s Dorothy Zeitfussovou, se kterou měl dvě dcery, Karen a Kristen.